# Institut Villebon - Georges Charpak
L’Institut Villebon – Georges Charpak est un laboratoire d'innovation pédagogique qui prépare à une licence généraliste "Sciences et Technologies" co-délivrée par les universités Paris-Descartes et Paris-Sud, en partenariat avec ParisTech. À l'issue de cette licence, il est possible de poursuivre ses études en école d'ingénieur ou en master. Les méthodes d'apprentissage sont largement inspirées du programme La main à la pâte, créé par Georges Charpak.

## Création
L’Institut Villebon - Georges Charpak a été créé par ParisTech, l‘Université Paris-Descartes, l’Université Paris-Sud, la FCS Campus Paris-Saclay et la Fondation ParisTech. Il a été labellisé Initiative d’Excellence en Formations Innovantes en mars 2012, et soutenu par l’Initiative d’Excellence Paris-Saclay. En septembre 2013, il accueille sa première promotion et s’installe sur le campus d’Orsay de l’Université Paris-Sud, à la rentrée 2014.

## Diversité des étudiants
L'atout majeur de cet institut est la diversité des étudiants qu'il accueille : bacs généraux et technologiques (S, STI2D, STL, STAV), environnement social (70% de boursiers) et origine géographique (20% non franciliens). Les promotions sont composées à 50 % de filles et 50 % de garçons.

## Les méthodes d'apprentissage
Les méthodes d'apprentissage inspirées du programme La Main à la pâte, sont basées sur l'expérimentation. Les étudiants sont souvent amenés à travailler en groupe, que ce soit pour quelques heures ou pour des projets de plusieurs mois. Un tutorat est proposé à tous afin d’acquérir des méthodes de travail efficaces et d'obtenir de l'aide sur les cours de la journée. La majorité des étudiants a la possibilité d'être logés à proximité du bâtiment principal, dans un logement du Crous de Versailles.

## Le lien avec les entreprises
Les entreprises participent au recrutement des étudiants et à la vie quotidienne de l’Institut à travers diverses actions : participation aux instances de gouvernance, interventions dans des cours, suivi de projet, accueil des stagiaires, présentation des métiers, visites d’entreprises, etc.
Chaque étudiant est parrainé par un cadre d'une des entreprises partenaires de l'institut au travers de la Fondation ParisTech (Orange, Microsoft, Wavestone, Société Générale, Areva, SNCF...). Ces parrains les aident à affiner leur projet professionnel et leur apportent également un soutien moral dans leurs études. Chaque année, les étudiants participent au forum Nos Quartiers ont des Talents (NQT), partenaire de l'institut.